# Губанов Кирило Борисович
Кири́ло (Кирил) Бори́сович Губа́нов (1988-2022) — лейтенант Збройних сил України, учасник російсько-української війни.

## З життєпису
Народився 1988 року в місті Алчевськ; навчався в алчевському технікумі. Потім закінчив Донбаський державний технічний університет за спеціальністю «Електронні системи». Служив з 2016 року.
Станом на березень 2017 року — командир інженерно-саперного відділення, в.ч. В4174. Вбитий під час бойових дій у Сєвєродонецьку 10 червня 2022 року. Одружений, мав доньку (народжена у січні 22 року).
У грудні 2019-го року нагороджений орденом Богдана Хмельницького III ступеня.
Влітку 2021 був у відрядженні в Косово як миротворець.
Капітан, військовослужбовець 79-ї окремої десантно-штурмової бригади.
10 червня 2022 року загинув в бою у Донецькій області.

## Нагороди та вшанування
- Указом Президента України № 878/2019 від 4 грудня 2019 року за «особисті заслуги у зміцненні обороноздатності Української держави, мужність і самовіддані дії, виявлені у захисті державного суверенітету та територіальної цілісності України, зразкове виконання військового обов'язку» нагороджений орденом Богдана Хмельницького III ступеня[2].
- Указом Президента України № 461/2022 від 1 липня 2022 року за «особисту мужність і самовіддані дії, виявлені у захисті державного суверенітету та територіальної цілісності України, вірність військовій присязі» нагороджений орденом Богдана Хмельницького II ступеня[3] посмертно.